# Pino Levi Cavaglione
Giuseppe (Pino) Levi Cavaglione (Genova, 27 febbraio 1911 – Genova, 27 febbraio 1971) è stato un partigiano e scrittore italiano.

## Biografia
Laureato in legge, iniziò la sua attività politica antifascista a Genova all'interno del movimento Giustizia e libertà. 
Nel 1937 raggiunse Parigi, ospite anche di Carlo Rosselli, con l'obiettivo di arruolarsi nelle Brigate internazionali in Spagna, ma il suo progetto fallì per l'intervento del padre.
Per tale motivo fu arrestato nella primavera del 1938 al suo rientro in Italia, iniziando una lunga odissea attraverso il confino di polizia e campi di concentramento, da cui fu liberato il 27 luglio 1943, a seguito della caduta del regime fascista.
Partecipò attivamente alla Resistenza, diventando comandante militare nella zona dei Castelli romani: da questa esperienza trasse il libro Guerriglia nei Castelli Romani, diario che inizia a Roma nel settembre del 1943 e termina con la liberazione della città nel 1944.
Uno degli episodi narrati, la clamorosa distruzione del ponte Sette Luci della ferrovia Roma-Formia attuata con la collaborazione del Fronte Militare Clandestino mentre vi transitava un treno carico di militari tedeschi, provocando circa 400 tra morti e feriti, ispirò il film Un giorno da leoni di Nanny Loy.
Al termine della guerra fece aggiungere al cognome Levi anche quello della madre, Cavaglione, morta col marito ad Auschwitz, tornando a Genova dove esercitò nei decenni successivi la professione di avvocato. Fu iscritto al Partito Comunista Italiano, da cui uscì per candidarsi alle elezioni politiche del 7 giugno 1953 (Circoscrizione Genova-Imperia-La Spezia-Savona) nelle file dell'''Unione Socialista Indipendente, una piccola, ma combattiva formazione socialista dissidente, che contribuì con la sua propaganda a non far scattare il premio di maggioranza a favore dei vincitori comunemente chiamato "legge truffa".
Muore suicida nel 1971, anno della ristampa del suo libro, per motivi professionali.

## Opere
Guerriglia nei Castelli Romani, Einaudi, 1945 (ristampe: La Nuova Italia, 1971 - Il Melangolo, 2006).